# Зазерковский сельский совет (Кролевецкий район)
Зазерковский сельский совет (укр. Зазірківська сільська рада) — входит в состав
Кролевецкого района
Сумской области
Украины.
Административный центр сельского совета находится в 
с. Зазерки
.

## Населённые пункты совета
- с. Зазерки
- с. Калашиновка
- с. Новоселица